# Ямуга (платформа)
Я́муга — остановочный пункт / пассажирская платформа на главном ходу Октябрьской железной дороги (Ленинградское направление Мосузла) в городском округе Клин Московской области. Располагается вблизи Ленинградского шоссе рядом с одноимённой деревней. Южнее платформы протекает река Ямуга. Платформа была открыта в 1964 году.
На остановочном пункте имеются 2 высокие боковые платформы. Эти платформы предназначены для приема электропоездов, следующих в сторону Москвы и Твери. Имеется пешеходный настил с пешеходными светофорами. Касса не работает. Турникетами не оборудована.
Пользуются платформой Ямуга преимущественно дачники. В летний сезон на станции скапливается много пассажиров, которым зачастую не удаётся сесть на электричку с первого раза.
В лесах вблизи платформы Ямуга произрастает черника.

## Происхождение названия
Название платформы произошло либо от протекающей рядом реки, либо от близлежащего одноимённого населённого пункта. По одной из версий, топоним «Ямуга» образован от слова «ям» – почтовая станция или низина. Словообразование здесь по примеру «жа́ждить – жадю́га» — «ям – я́муга»: увеличение значения, но с ударением, как и во всех аналогичных суффиксальных производных, на втором слоге, что значительно отличает это словообразование от случая Я́муги. Название деревни однозначно вторично по отношению к названию реки Я́муги, у названия которой, в свою очередь, вероятно финское или балтийское происхождение (сравни деревня Я́бугино Кимрской волости Тверской губернии, также эст. jaamga — станция).

## Происшествия на платформе
- 16 декабря 2003 года в электропоезде № 6691, следовавшем по маршруту Конаково-Москва, произошёл пожар. Возгорание началось в одном из вагонов в момент следования поезда по ветке Конаково—Решетниково, однако локомотивной бригадой оно замечено не было, так как управляющий поездом машинист в нарушение инструкции отключил систему автоинформирования о пожаре. Огонь был замечен работниками станции Решетниково, когда электропоезд уже покидал пассажирскую платформу данной станции. О возгорании было доложено дежурной по станции Решетниково, которая оповестила по рации машиниста горящего электропоезда, но не передала информацию в предусмотренные служебной инструкцией инстанции. Машинист электропоезда № 6691, в свою очередь, снова нарушил инструкцию и не остановил состав незамедлительно после получения данной информации, а довёл его до платформы Ямуга. Кроме того, члены локомотивной бригады не сообщили сразу, что нужен пожарный поезд, а безуспешно пытались потушить пламя собственными силами. В результате проявленного машинистами и дежурной по станции Решетниково непрофессионализма огнём были уничтожены три вагона электропоезда № 6692 и серьёзно повреждена контактная сеть в районе платформы Ямуга, что привело к ощутимой задержке движения по всему главному ходу Октябрьской железной дороги. Никто из пассажиров электропоезда № 6691 не пострадал.[6]
- В феврале 2009 года в районе платформы произошел несчастный случай — переходивший пути пожилой мужчина был смертельно травмирован проходившим поездом. Тело погибшего было обнаружено только через сутки после происшествия.[7]